# Ylber Ramadani
Ylber Latif Ramadani (Starnberg, Alemania, 12 de abril de 1996) es un futbolista albanés. Juega de centrocampista y su equipo es la U. S. Lecce de la Serie A.

## Trayectoria
Comenzó su carrera en los clubes kosovares del FC Ferizaj, KF Pristina y FC Drita que competían la Superliga de Kosovo.
En diciembre de 2015 fichó por el Partizán de Tirana de Albania, donde jugó durante dos temporadas.
El 8 de junio de 2022 firmó contrato con el Aberdeen F. C. de la Scottish Premiership. En agosto del año siguiente fue traspasado a la U. S. Lecce.

## Selección nacional
En categorías inferiores, fue internacional por Kosovo y luego por Albania.
Debutó con la selección de Albania el 26 de marzo de 2018 en la derrota por la mínima ante Noruega en un amistoso.

### Participaciones en Eurocopas
| Copa          | Sede     | Resultado    | Partidos | Goles |
| ------------- | -------- | ------------ | -------- | ----- |
| Eurocopa 2024 | Alemania | Primera fase | 3        | 0     |

## Clubes
| Club               | País      | Año           |
| ------------------ | --------- | ------------- |
| FC Ferizaj         | Kosovo    | 2013-2014     |
| KF Pristina        | Kosovo    | 2014-2015     |
| FC Drita           | Kosovo    | 2015-2016     |
| Partizán de Tirana | Albania   | 2016-2017     |
| Vejle BK           | Dinamarca | 2017-2021     |
| MTK Budapest       | Hungría   | 2021-2022     |
| Aberdeen F. C.     | Escocia   | 2022-2023     |
| U. S. Lecce        | Italia    | 2023-presente |

## Palmarés

### Títulos nacionales
| Título                        | Club     | País      | Año     |
| ----------------------------- | -------- | --------- | ------- |
| Primera División de Dinamarca | Vejle BK | Dinamarca | 2017-18 |
| Primera División de Dinamarca | Vejle BK | Dinamarca | 2019-20 |